# Beëdigd vertaler
Een beëdigd vertaler (schriftelijk) of beëdigd tolk (mondeling) is een vertaler die bij wet gerechtigd is om documenten te vertalen waarvoor doorgaans een beëdiging is vereist, zoals documenten met een officiële of juridische status, of is een tolk die bij wet gerechtigd is om verhoren en rechtszaken te tolken. De beëdigd vertaler of tolk heeft de eed of belofte afgelegd onder andere altijd naar waarheid te vertalen en geheimhouding te betrachten.
Enkele voorbeelden van officiële documenten voor een beëdigd vertaler zijn akten, bewijsstukken in rechtszaken, diploma's, getuigschriften, testamenten, statuten, bankgaranties en octrooien. 

## In Nederland
In Nederland is een beëdigd vertaler een vertaler die staat ingeschreven in het register voor beëdigde tolken en vertalers en daartoe een eed heeft afgelegd bij de rechtbank.

### Wet Beëdigde Vertalers (WBV)
De Wet Beëdigde Vertalers (WBV) was vanaf 6 mei 1878 tot 1 januari 2009 in Nederland de wet waarbij een vertaler, na overlegging van bepaalde diploma's en/of getuigschriften, door de rechtbank beëdigd werd als vertaler. De vertaler ontving na de beëdigingszitting een akte van beëdiging, waarna zijn handtekening en paraaf werden gedeponeerd bij de rechtbank. De vertaler diende zich vervolgens aan deze wet te houden en was gerechtigd vertalingen te voorzien van zijn handtekening, ambtsstempel en verklaring dat de vertaling volledig was en naar eer en geweten was gemaakt. De wet voorzag niet in een regeling voor 'beëdigde tolken'; de huidige wet, de Wet beëdigde tolken en vertalers (Wbtv), voorziet hier wel in.

### Wet beëdigde tolken en vertalers (Wbtv)
Het Nederlandse ministerie van Justitie begon eind 20e eeuw een kwaliteitstraject voor de verbetering van de kwaliteit van tolk- en vertaaldiensten. Dit culmineerde op 1 januari 2009 in de nieuwe Wet beëdigde tolken en vertalers (Wbtv). Onder deze wet dient de vertaler/tolk allereerst een verzoek te doen tot inschrijving in het Rbtv (Register beëdigde tolken en vertalers). Vervolgens wordt gecontroleerd of de vertaler voldoet aan de inschrijfvoorwaarden uit het Besluit inschrijving Rbtv. Indien dat zo is, schrijft Bureau btv de vertaler in het Rbtv in. De vertaler ontvangt dan een bewijs van inschrijving, waarmee hij of zij een verzoek tot beëdiging kan indienen bij de rechtbank waaronder de woonplaats van de vertaler/tolk valt. Daaropvolgend wordt de vertaler uitgenodigd om ter zitting te verschijnen en de gelofte of eed af te leggen, waarna de rechter de vertaler beëdigt. De vertaler ontvangt vervolgens een akte van beëdiging, die hij of zij ter completering van het dossier op dient te sturen naar Bureau btv. Na deze laatste stap is de beëdiging van de tolk/vertaler een feit en staat deze geregistreerd in het Rbtv.

## In België
In België werd het nationaal register voor gerechtsdeskundigen en voor beëdigd vertalers, tolken en vertalers-tolken opgericht. Een wet van 10 april 2014, gewijzigd bij een wet van 19 april 2017, voorzag in twee nieuwe Belgische nationale registers: een register voor beëdigd vertalers en tolken en een register voor gerechtsdeskundigen. De twee nieuwe nationale registers dienen een tweeledig doel:
1. Een repertorium vormen van deskundigen en van vertalers en tolken op wie een beroep kan worden gedaan in het kader van bepaalde gerechtelijke of administratieve procedures.
2. Waarborgen van de inachtneming van kwaliteitscriteria inzake de vakbekwaamheid, kennis en opleiding van de personen die zijn opgenomen in het register.

Sinds eind november 2016 kunnen gerechtsdeskundigen en beëdigd vertalers, tolken en vertalers-tolken opteren voor opname in de nationale gegevensbanken. Zij kunnen dat zelf doen via het platform e-Deposit. Sinds 18 maart 2022 kan iedereen zonder meer het nationaal register van gerechtsdeskundigen en beëdigd vertalers, tolken en vertalers-tolken raadplegen.